# City of Fire
City of Fire es una banda de groove metal proveniente de Canadá, formada en el año 2008. Entre sus miembros destacan el vocalista de Fear Factory, Burton C. Bell y el bajista Byron Stroud, de Fear Factory, Strapping Young Lad y Zimmers Hole. City of Fire lanzó su primer álbum de estudio en abril de 2010 en Australia, con título homónimo y en septiembre del mismo año en el resto del mundo. Algunos samples con mala calidad de grabación fueron mostrados en 2009 a través de su myspace, normalmente acompañados de vídeos con imágenes de estudio, ensayos, etc.

## Historia
La banda surgió a raíz de la reformación en 2008 de la banda Caustic Thought, un grupo de inicios de los 90 y donde estaban el bajista Byron Stroud, el guitarrista Ian White y el baterista Bob Wagner (además de participar brevemente Devin Townsend, que reemplazó al guitarrista Jed Simon). Cuando Fear Factory y Strapping Young Lad se separaron, Byron Stroud decidió continuar con su proyecto de Caustic Thought y Sho Murray fue añadido como segundo guitarrista. El nombre de la banda cambió a City Of Fire. White decidió rechazar el puesto de vocalista así que Stroud contactó con Bell, que aceptó sin pensarlo. Poco después, Fear Factory se reunieron de nuevo, pese a que el álbum de City Of Fire no estaba terminado. En abril de 2010, finalmente salió a la venta el álbum debut City of Fire en Australia a través de Stomp Music. Tardó unos meses más, hasta septiembre, para salir al mercado internacional.
Durante septiembre de 2010, City of Fire giró en apoyo de su álbum debut por todo el mundo, teloneando a Soulfly en Australia y Nueva Zelanda, con Jed Simon (Strapping Young Lad, Zimmers Hole) como guitarrista sustituto de White. Dos días después de acabar el tour, Fear Factory actuó durante un par de semanas teloneando a Metallica. 
La banda subió un videoclip para el tema "Rising" a través de Stomp Entertainment en mayo de 2010.
A principios de enero de 2012, City of Fire confirma el nombre y la fecha de salida de su segundo álbum de estudio, que se llama Trial Through Fire. Todo ello, acompañado de un videoclip del nuevo single llamado "Bad Motivator", lanzado a través de la revista especializada Metal Hammer.

## Discografía

### Álbumes de estudio
- City of Fire (2010)
- Trial Through Fire (2012)